# Songs from Yesterday
Songs from Yesterday – wspólny album studyjny Mieczysława Szcześniaka i Krzysztofa Herdzina wydany 16 października 2015 przez Sony Music Entertainment Poland. Uzyskał status platynowej płyty.

## Lista utworów
| Songs from Yesterday – 2015 | Songs from Yesterday – 2015           | Songs from Yesterday – 2015 |
| Nr                          | Tytuł utworu                          | Długość                     |
| --------------------------- | ------------------------------------- | --------------------------- |
| 1.                          | „Imagine”                             | 5:51                        |
| 2.                          | „This Is Not America”                 | 5:11                        |
| 3.                          | „What’s Going on”                     | 4:46                        |
| 4.                          | „My Cherie Amour”                     | 6:01                        |
| 5.                          | „I Can’t Get No Satisfaction”         | 4:36                        |
| 6.                          | „Yesterday”                           | 3:59                        |
| 7.                          | „Ribbon in the Sky”                   | 3:25                        |
| 8.                          | „Alfie”                               | 3:40                        |
| 9.                          | „Lovely Day”                          | 4:19                        |
| 10.                         | „Tears in Heaven”                     | 5:18                        |
| 11.                         | „What a Wonderful World”              | 6:10                        |
| 12.                         | „Can’t Buy Me Love” (utwór dodatkowy) | 3:05                        |
|                             |                                       | 56:21                       |

## Twórcy
Źródło:.
- Mieczysław Szcześniak – śpiew
- Krzysztof Herdzin – aranżacje, fortepian, śpiew, perkusja
- Robert Kubiszyn – kontrabas
- Cezary Konrad – instrumenty perkusyjne

## Certyfikat
| Kraj          | Certyfikat      | Sprzedaż |
| ------------- | --------------- | -------- |
| Polska (ZPAV) | platynowa płyta | 30 000+  |